# Araneus cristobal
Araneus cristobal là một loài nhện trong họ Araneidae.
Loài này thuộc chi Araneus. Araneus cristobal được Herbert Walter Levi miêu tả năm 1991.